# Neachrostia nigripunctalis
Neachrostia nigripunctalis är en fjärilsart som beskrevs av Alfred Ernest Wileman 1911. Neachrostia nigripunctalis ingår i släktet Neachrostia och familjen nattflyn. Inga underarter finns listade i Catalogue of Life.